# Dov Ber Borojov
Dov Ber Borojov (21 de junio de 1881-4 de diciembre de 1917) fue un escritor y pensador ucraniano de origen judío nacido en el Imperio ruso, se le reconoce como uno de los fundadores del sionismo socialista y su principal ideólogo.

## Biografía
Nació el 21 de junio de 1881 (el 3 de julio de 1881 en el calendario gregoriano)  en Zolotonosha, Ucrania, que en ese entonces formaba parte del Imperio ruso. Su familia se mudó a Poltava a los pocos meses de nacer. Su padre, Moses Aaron, era maestro de hebreo y fue activo miembro del movimiento protosionista Hovevei Tzion. Su juventud estuvo marcada por los recurrentes pogromos del imperio zarista. De joven se afilió al Partido Obrero Socialdemócrata de Rusia donde militó mientras vivía en Yekatrinoslav (actualmente Dnipropetrovsk). Fue expulsado en mayo de 1901 acusado de "desviaciones nacionalistas" por su posición frente a la cuestión judía.
Luego de esto, adhirió al movimiento Poale Zion, partido al que se afilió en noviembre de 1905, luego del Sexto Congreso Sionista. 
En 1906 fue detenido por la policía zarista. Logró escapar de prisión y fue obligado a abandonar Rusia. En 1907 pasó a formar parte de la administración del partido Poale Zion, siendo su secretario.
Vivió en Viena hasta 1914, y viajó por toda Europa promoviendo y organizando las actividades del partido.
Contrajo matrimonio con Luba Meltzer, que era su prometida desde Poltava, y se unió con ella en Suiza.
En 1914 tuvo que abandonar Viena por el comienzo de la I Guerra Mundial, y se dirigió a Estados Unidos. 
En marzo de 1917, motivado por la revolución de febrero retornó a Rusia, donde lideró el movimiento Poale Zion y organizó las brigadas judías del Ejército Rojo. Enfermó de neumonía y falleció en 4 de diciembre de 1917, tras la revolución bolchevique.

## Pensamiento
Borojov se dedicó a eliminar las contradicciones entre el sionismo y el socialismo. El análisis marxista desarrollado por él de la cuestión nacional, tanto en forma general como especifica del pueblo judío, es un aporte fundamental al pensamiento socialista.
La socialdemocracia rusa rechazaba al sionismo por nacionalista, la concepción internacionalista del movimiento socialista estaba basada en la visión tradicional de Marx: el desarrollo de la conciencia social es contradictorio con el desarrollo de la conciencia nacional. 
Borojov en su trabajo "La Cuestión Nacional y la Lucha de Clases" desarrolla su tesis, donde diferencia entre los países centrales y los países periféricos. Según Borojov, la visión tradicional marxista es válida en los países centrales, mientras que en los países periféricos, el desarrollo de la conciencia nacional puede ir acompañada del desarrollo de la conciencia social. 
Este análisis es tomado en la década del 10 por los movimientos de liberación nacional tercermundistas, y les permite levantar tanto la bandera de la independencia nacional como la concepción socialista de gobierno. 
También podemos verlo en las tesis centro-periferia desarrolladas por la CEPAL, si bien cabe destacar que no citaron a Borojov en sus publicaciones. 
La discusión sobre la denominada «cuestión judía» tuvo por protagonistas a grandes líderes de la Segunda Internacional, como Lenin, Rosa Luxemburgo, y otros, que publicaron trabajos al respecto. Dov Ber Borojov concibe al pueblo judío como una nación y sus publicaciones reflexionan sobre la cuestión nacional.

## Relación árabe-judía
Al respecto Borojov planteó que las clases obreras árabes y judías tenían intereses en común en la lucha contra la explotación en Palestina y podían y debían convivir en paz. 

Cuando las tierras improductivas sean preparadas para la colonización, cuando se introduzcan las nuevas técnicas de producción, y cuando los otros obstáculos sean removidos, habrá suficiente tierra para ubicar tanto a judíos como árabes. Las relaciones normales entre judíos y árabes prevalecerán.

## Principales trabajos
- (1905) La cuestión nacional y la lucha de clases.
- (1906) Nuestra Plataforma.
- (1916) El desarrollo económico del pueblo judío.
- (1917) Manifiesto de Paz del movimiento Poale Zion.